# Hilarigona majerona
Hilarigona majerona är en tvåvingeart som beskrevs av Smith 1962. Hilarigona majerona ingår i släktet Hilarigona och familjen dansflugor. Inga underarter finns listade i Catalogue of Life.